# Felhangsor

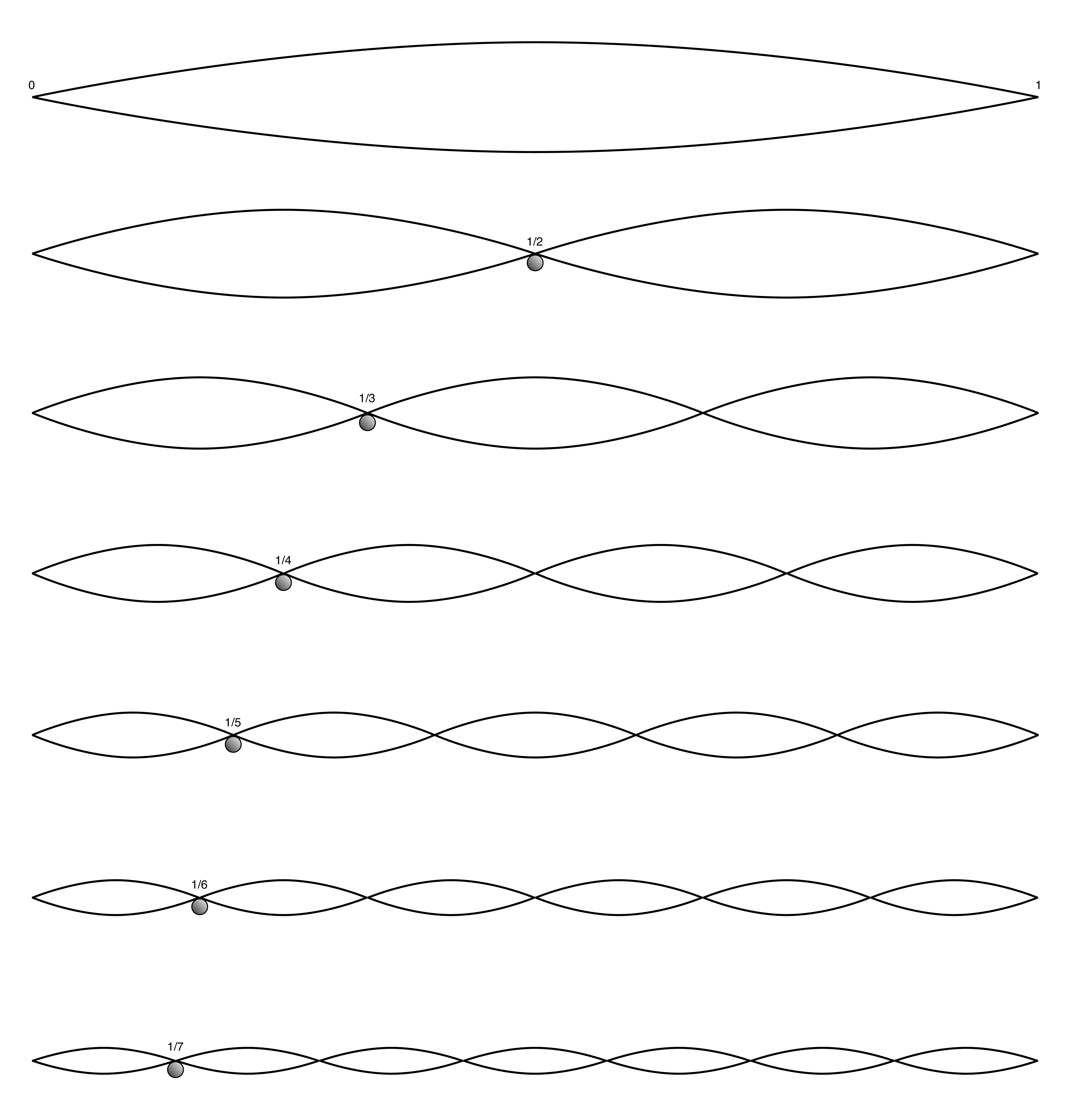
felhangsor

A felhangsor egy zenei hang részhangjainak sorozata. A zenei hang, mint – fizikai forrását tekintve – periodikus rezgés felfogható olyan egyszerű, harmonikus rezgések összegeként, melyek frekvenciái egy alaphang (a zenei hang fülünk által érzékelt hangmagassága) frekvenciájának egész számú többszörösei.
Ha az alaphang frekvenciája, az alapfrekvencia {\displaystyle f_{0}\,}, akkor a felhangok {\displaystyle 2\cdot f_{0},\ 3\cdot f_{0},\ 4\cdot f_{0},\ ...} stb. frekvenciájúak.
Egy zenei hang első részhangjának a legmélyebb részhangot, az alaphangot nevezzük, első felhangnak a második részhangot és így tovább, a mélyebbektől a magasabbakig. Nem-zenei hangok, tehát meghatározhatatlan magasságú, vagy akár zörejszerű hangok összetevőire nem használhatjuk sem az alaphang, sem a felhangsor kifejezést, itt pusztán részhangokról beszélünk.

## A hangelemzés
A Joseph Fourier (1768 – 1830) által megfogalmazott, és róla Fourier-analízisnak nevezett matematikai tudományág egyik alkalmazása szerint minden periodikus rezgés megfelelő számú tiszta, szinuszos részrezgés eredőjeként is felfogható. Ezeknek a részrezgéseknek a körfrekvenciái az előforduló legkisebb körfrekvencia egész számú többszörösei lesznek:
{\displaystyle y(t)=\sum _{n=1}^{\infty }(a_{n}\cdot \sin(n\cdot \omega _{0}\cdot t-\varphi _{n}))}
ahol 
- {\displaystyle n=1,\ 2,\ 3,\ ...},
- {\displaystyle y(t)\,} az elemzett periodikus rezgés {\displaystyle t\,} pillanatbeli kitérése,
- {\displaystyle a_{n}\,} az egyes részrezgések csúcsértéke, amplitúdója,
- {\displaystyle \omega _{0}=2\,\pi \cdot f_{0}}, ahol {\displaystyle f_{0}\,} az elemzett periodikus rezgés alapfrekvenciája,
- {\displaystyle \varphi _{n}\,} az egyes részrezgések kezdeti fázisszöge.

A részhangok és a felhangsor fogalma nem más, mint ennek az összefüggésnek a hangok világára való alkalmazása. Fülünk az eltérő rezgésfolyamatokból, eltérő jellegű hangforrásokból származó, ezért más-más színezetűnek érzett hangokat nagyjából ennek megfelelő módon, hangelemzés révén különbözteti meg egymástól. De ha az emberi hallás jelenségeire alkalmazzuk a fenti összefüggést, akkor a {\displaystyle \varphi _{n}\,} tagot figyelmen kívül is hagyhatjuk, mivel a fül nem képes érzékelni a különböző részrezgések fázisviszonyait.

## A felhangsor zenei jelentősége
- A tiszta hangolás hangközei a felhangsor természetes hangtávolságain alapulnak.
- A legharmonikusabb zenei hangzatok a felhangsor első 6-12 részhangjából állnak.
- Fúvós hangszerek átfúvásakor a felhangok szólalnak meg az alaphang nélkül, lehetővé téve a magasabb hangfekvésbe, regiszterbe való áttérést. Rézfúvós hangszereken teljes hangsorok hozhatók létre pusztán ezen a módon.
- Húros hangszereken az üveghangok létrehozásakor az alaphangot és meghatározott részhangokat kioltanak, tompítanak, hogy a húr rezgésének csak meghatározott összetevői, felhangjai maradjanak meg.
- Az orgona különböző hangolású regisztereit a felhangsor mintájára lehet egymással kombinálni, így új hangszíneket létrehozni.

## A C hang felhangjai
| Frekvenciaarány: | 1 | 2 | 3 | 4  | 5  | 6  | 7   | 8  | 9  | 10 | 11  | 12 | 13  | 14  | 15 | 16  |
| Zenei hang:      | C | c | g | c' | e' | g' | a'# | c" | d" | e" | f"# | g" | g"x | a"# | h" | c'" |

Megjegyzendő, hogy a 7. és 14. természetes részhang kb. 13,8 centtel magasabb a tiszta Aisz-nál, a 11. természetes részhang kb. 17,4 centtel alacsonyabb a tiszta Fisz-nél, és a 13. természetes részhang kb. 2,8 centtel alacsonyabb a tiszta Giszisz-nél; a többi részhang viszont pontosan megegyezik a tiszta hangolás megfelelő hangjaival.
A következő kép a C felhangjainak a kiegyenlített hangolástól való eltérését szemlélteti:

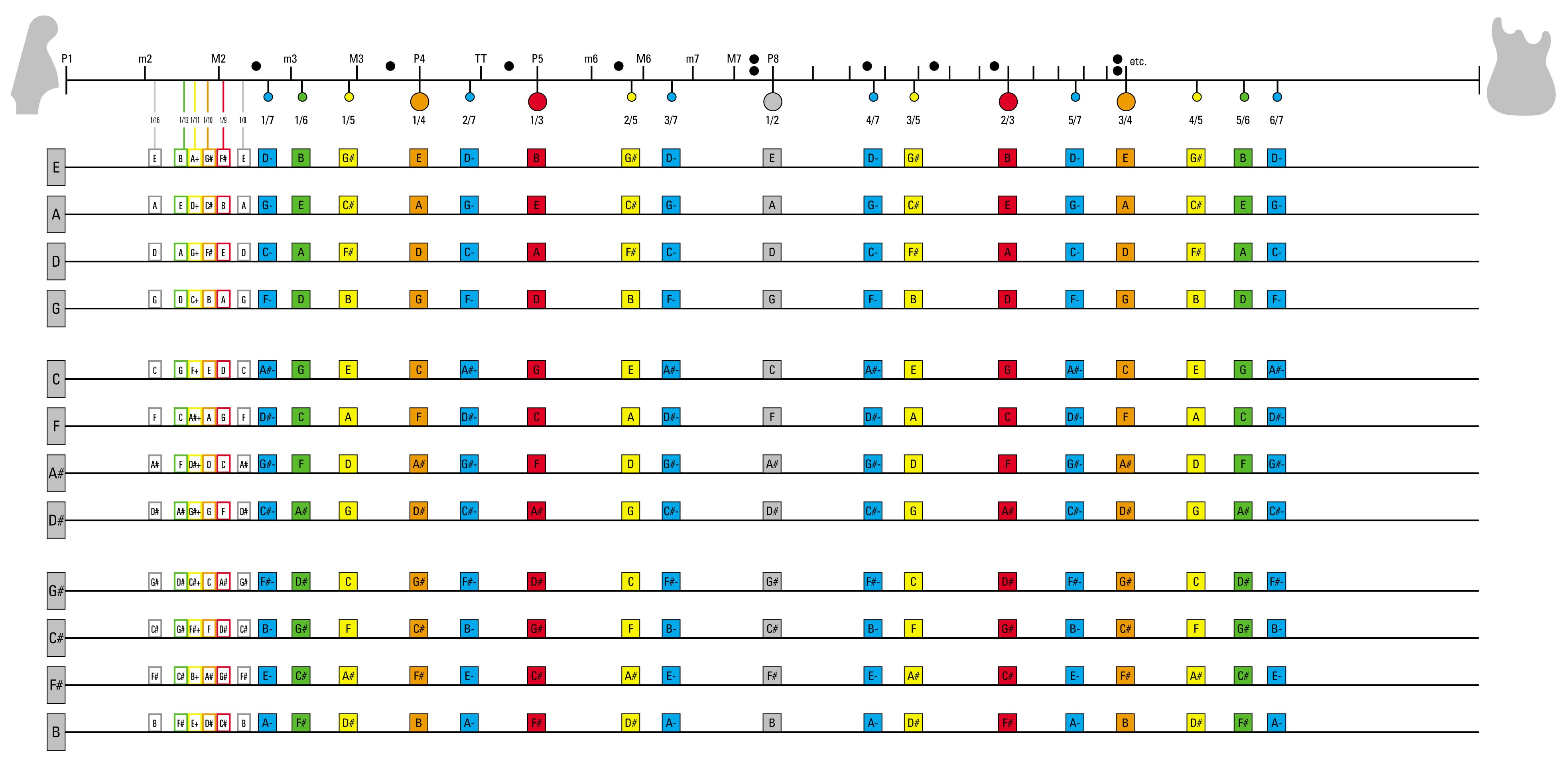

 hallgat

## Külső hivatkozások
- Hangolással kapcsolatos (mikrotonális) enciklopédia angolul